# Araneus viperifer
Araneus viperifer là một loài nhện trong họ Araneidae.
Loài này thuộc chi Araneus. Araneus viperifer được Ehrenfried Schenkel-Haas miêu tả năm 1963.